# Johnson Wax Building
Johnson Wax Building, cunoscută și ca Johnson Wax Headquarters (1936 - 1939), este sediul mondial și clădirea administrativă a companiei de familie S.C. Johnson & Son, Inc., localizată în Racine, Wisconsin, proiectată de architectul american Frank Lloyd Wright, pentru președintele companiei, Herbert F. "Hib" Johnson.  Clădirea a fost desemnată ca National Historic Landmark în 1976 sub numele de Administration Building and Research Tower, S.C. Johnson and Son.

## Prezentare generală
Un exemplu "tipic" de Art Deco, varietatea numită streamline design, clădirea Johnson Wax Administration Building, cum mai este cunoscută, are peste 200 de tipuri diferite de cărămizi curbate de culoare roșie, folosite atât în interiorul cât și în exteriorul clădirii, respectiv tubulatură Pyrex folosită la realizarea tavanelor și a unor porțiuni de pereți pentru a permite acccesul luminii filtrate.
Culorile folosite de Frank Lloyd Wright pentru Johnson Wax Building sunt crem, pentru coloane și mortar, respectiv "roșu Cherokee" pentru pereți și mobilier. Mobilierul, care a fost designat de asemenea de arhitect și realizat de Steelcase, Inc., reflectă liniile curbe și întreaga alură a clădirii.

## Galerie foto

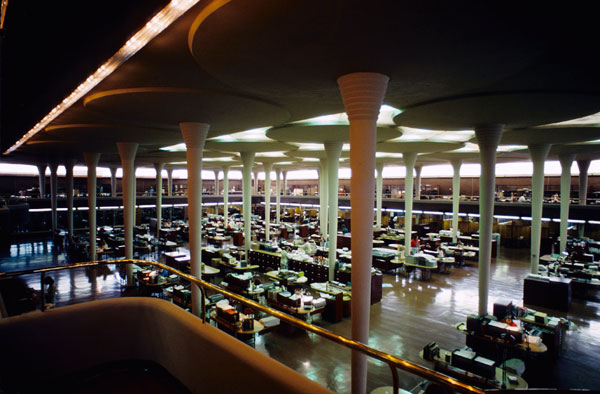
"Great Workroom" (imagine realizată de Jeff Dean)
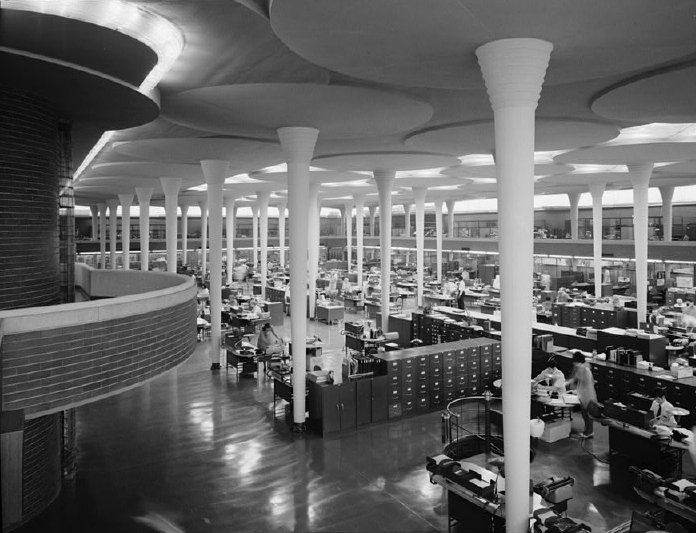
"Great Workroom" (imagine HABS / HAER)
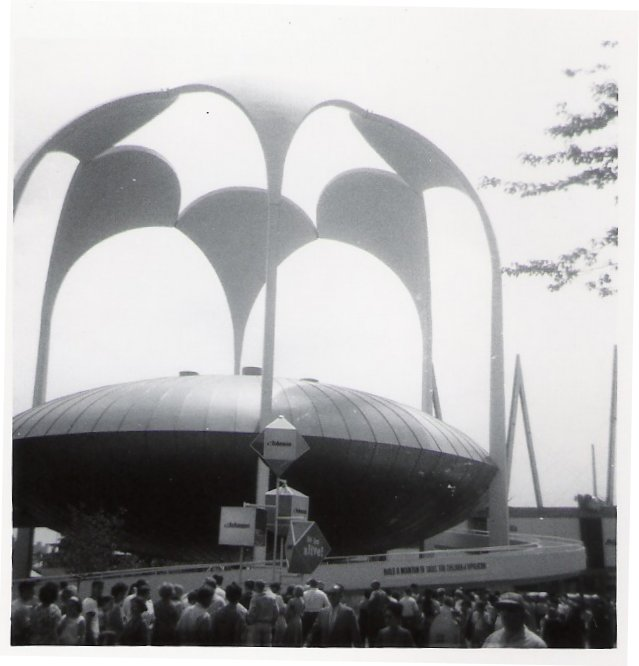
Johnson Wax Pavilion